# 小行星65694
小行星65694（65694 Franzrosenzweig）是一颗绕太阳运转的小行星，为主小行星带小行星。该小行星于1991年9月10日发现。
該小行星以德國哲學家弗朗茨·羅森茨維格命名。

## 轨道参数
小行星65694的轨道半长轴为2.3089511 UA，离心率为0.183。